# ライフワークI
ライフワークⅠは、1993年6月にSANKYOが発売した、2回権利を搭載したドラム型デジパチタイプのパチンコ機のシリーズ名。
ライフワークⅠの1機種がある。

## 概要
ドラム型の確率変動機能を搭載した権利物。中央1ラインと斜め2ラインのいずれかに図柄が揃えばVゾーンがある役物への入賞が可能となる。図柄が揃った後は、盤面左の電チューが5.8秒開放される。電チュー下の役物にVゾーンがあり、V入賞すると権利獲得となる。Vゾーンは玉を1個貯留する仕組みになっており、複数の玉が入賞してもV入賞は外れないようになっている。本機は2回ワンセットタイプで、一度権利を獲得すると次回権利獲得まで図柄が揃う確率が10倍にアップする。

## スペック
- ライフワークⅠ
  - 賞球数 7&15
  - 大当たり最高継続 16R
  - 大当たり確率 1/324
  - 確変中大当たり確率 1/32.4

## 図柄
- 3
- 5
- 7
- V

## 演出
図柄の配列上、リーチ演出は頻繁に発生する。1度目の権利終了後の1回転目にリーチが発生し、そのまま図柄揃いとなり実質連チャンとも言える状態になることもあった。
メーカーのカタログにも書いてあったが、この台のリーチは異常なまでに多い。いくらリーチ好きの人でもイヤになる位だ。ちょっとやりすぎの感も？—『パチンコ必勝ガイド 1993 9•19号』p63

権利獲得後は、右打ちで盤面右側に配置されている回転体役物へ入賞させることによりアタッカーが開放される。継続回数は16回である。